# 애스트로넛 (영화)
《애스트로넛》(영어: The Astronaut's Wife)은 미국에서 제작된 1999년 SF 스릴러 영화이다. NBC 텔레비전 시리즈 《라이프》(2007-09)를 만든 랜드 라비치의 장편 영화 연출 데뷔작이다. 조니 뎁, 샬리즈 세런 등이 출연하였고, 앤드루 러자 등이 제작에 참여하였다.
평단으로부터 대체로 부정 평가를 받았으며, 박스오피스 봄이 되었다.

## 줄거리
한 우주 비행사가 우주 임무 중 2분 동안 지상과 연락이 두절됐다가 지구로 귀환한 이후로 인격이 완전히 변해 버린다. 아내는 마치 비디오테이프 위에 다른 영상을 녹화해 덮어쓰기한 것처럼 무언가 전혀 다른 존재가 남편의 몸을 차지했다고 의심한다.

## 출연진
- 조니 뎁
- 샬리즈 세런
- 조 모턴
- 클리아 듀발
- 도나 머피
- 닉 캐서베티스
- 서맨사 에거
- 게리 그럽스
- 블레어 브라운
- 톰 누넌
- 에드워드 커
- 딜런 스프라우스
- 콜 스프라우스

## 기타 제작진
- 공동 제작: 다이애나 퍼코니
- 협력 제작: 조디 히디언
- 배역: 데비 맨윌러, 리처드 퍼가노
- 미술: 얀 룰프스
- 의상: 이시스 뮤센든

## 우리말 녹음
SBS 성우진 (2004년 10월 31일)
- 홍성헌 - 스펜서(조니 뎁)
- 강희선 - 질리언(샬리즈 세런)
- 서광재 - 리스(조 모턴)
- 오길경 - 낸(클리아 듀발)
- 박상일
- 김규식
- 김정미
- 황윤걸
- 신상숙
- 황재경
- 류다무현